# 費爾費克斯首府前哨戰

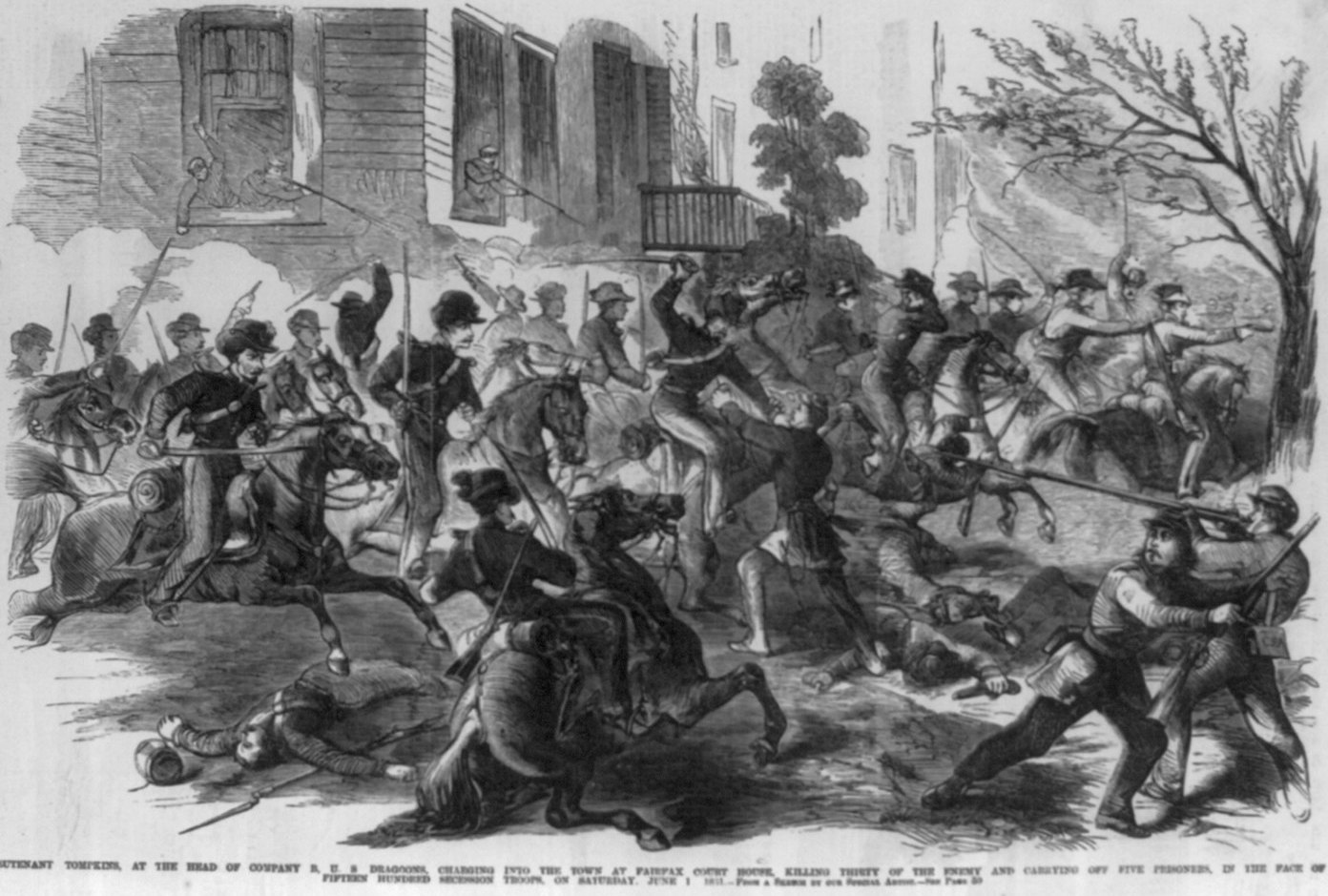
費爾費克斯首府前哨戰

費爾費克斯首府前哨戰（Skirmish of Fairfax Court House）是美國內戰的第一場前哨戰，發生於1861年6月1日。當時的費爾費克斯首府是邦聯的防衛前線（front line of defenses）；而於戰役之始，此地是邦聯軍旗的誕生地。
聯邦將軍爾溫·麥克道威麾下的奧蘭多·威爾科斯（Orlando B. Willcox）上校率領其騎兵攻擊那些駐守在費爾費克斯首府的南軍，只花了一會就擊敗敵人，佔領費爾費克斯首府。聯邦軍隊一共失去了5人。南軍則失去了一名指揮官，John Quincy Marr，是南軍陣營中首位戰死的軍官; 另有14人受傷。其餘的南軍都撤離首府。
雖然這支有75,000人的聯邦軍隊一開始就沒有遇到很多困難（如此前哨戰），但不久於馬納沙斯，在此地戰敗了的南軍與石牆傑克森的石牆旅，花了兩天就把整支北軍和到場觀戰的北方紳士小姐們一起“趕回華盛頓”（Drive them back to Washington）。